# Edgar Istel
Edgar Istel (* 23. Februar 1880 in Mainz; † 17. Dezember 1948 in Miami, Florida) war ein deutscher Komponist und Musikwissenschaftler. 

## Leben
Istel war ein Sohn des Weingroßhändlers Ferdinand Istel und dessen Ehefrau Katharina Henschel. Als sich nach dem Deutsch-Französischen Krieg die wirtschaftliche Lage zu verbessern begann, änderte sein Vater seinen Namen von „Isaak“ auf „Ferdinand“. 
Bereits als Gymnasiast genoss Istel eine umfassende musikalische Ausbildung, teils an seiner Schule, teils durch intensive Privatstunden. Durch E. Barré und W. Seibert erlernte er das Geigespielen, Georges Adler war sein Klavierlehrer und bei Fritz Volbach studierte er Formen- und Kompositionslehre. 
Mit 18 Jahren ging Istel 1898 nach München an die Königliche Akademie der Tonkunst und studierte dort bei Ludwig Thuille und gleichzeitig an der Universität bei Adolf Sandberger, wo er bereits 1900 mit einer Arbeit über „Rousseau als Komponist“ promovierte. In den mehr als zehn Jahren, die Istel nun in München lebte, machte er sich einen Namen als Privatdozent und Komponist und war auch als Privatlehrer sehr gefragt. In dieser Zeit heiratete er die Opernsängerin Janet Wylie. Er komponierte und veröffentlichte mehrere Lieder, eine „Singspiel-Ouvertüre“, die 1903 als erstes größeres Werk vom Kaimorchester aufgeführt wurde, und arbeitete als Münchener Korrespondent für die „Neue Zeitschrift für Musik“. Zwei „komisch-romantische“ Opern, „Der fahrende Schüler“
und „Des Tribunals Gebot“ kamen 1908 zur Uraufführung.
1913 nahm Istel einen Ruf an die Humboldt-Akademie an und ging nach Berlin. Bis 1919 fungierte er dort als Dozent für Musikästhetik und wechselte dann in gleicher Position an die Lessing-Hochschule. Parallel dazu publizierte er regelmäßig in der Berliner Morgenpost, der B.Z. und anderen Zeitungen und Zeitschriften des Ullstein Verlages. In Berlin wurde er Mitglied der Freimaurerloge Victoria.
1920 ging Istel nach Madrid und fungierte dort als offizieller Vertreter des Verbandes deutscher Bühnenschriftsteller und Bühnenkomponisten und der österreichischen Autorengesellschaft. Daneben schrieb und komponierte Istel auch eigene Werke. Als 1936 der Bürgerkrieg ausbrach, emigrierte er nach Großbritannien. Da er dort kaum noch publizieren konnte, kam er bald schon in eine finanzielle Notlage. Dieser wollte er 1938 durch seine Weiterreise in die USA entkommen. Er ließ sich in Miami nieder, wo er aber in der Öffentlichkeit nicht mehr wahrgenommen wurde. Edgar Istel starb acht Wochen vor seinem 69. Geburtstag am 17. Dezember 1948 in Miami und fand dort auch seine letzte Ruhestätte.

## Werke (Auswahl)

### Als Autor
Aufsätze
- Die „Marseillaise“, eine deutsche Melodie?. In: Die Musik, Bd. 17 (1924), Heft 2, S. 801–813,

Monographien
- Die Freimaurerei in Mozarts „Zauberflöte“. Unger, Berlin 1928.
- Jean-Jacques Rousseau als Komponist seiner lyrischen Scene „Pygmalion“. Sändig, Walluf 1973, ISBN 3-500-28360-8 (Nachdr. d. Ausg. Leipzig 1901).
- Das Buch der Oper. Die deutschen Meister von Gluck bis Wagner. Hesse, Berlin 1919. (Max Hesses illustrierte Handbücher; 54).
- Peter Cornelius. Reclam, Leipzig 1906 (Musiker-Biographien; 25, Digitalisat).
- Die Entstehung des deutschen Melodrams. Schuster & Loeffler, Berlin 1906.
- Richard Wagner im Lichte eines zeitgenössischen Briefwechsels. 1858–1872. Schuster & Loeffler, Berlin 1902 (Sonderdr. aus Die Musik).

### Als Komponist
Filmmusik
- Ernst Lubitsch (Regie): Die Ehe im Kreise. 1924.

Theaterstücke
- Maienzauber. Komisch-Romantische Spieloper in einem Aufzug. VDBB, Berlin 1919 (frei nach Miguel de Cervantes).
- Des Tribunals Gebot. Komisch-Romantisches Bühnenspiel in einem Vorspiel und zwei Akten. Selbstverlag, München 1908.
- Wenn Frauen träumen. Musikalisches Lustspiel in zwei Akten. VDBB, Berlin 1920 (frei nach einer Komödie von Lothar Schmidt).